# Баимбет
Баимбет (каз. Байымбет) — упразднённое село в Аккулинском районе Павлодарской области Казахстана. Входит в состав Шакинского сельского округа. Код КАТО — 555257200. Исключено из учетных данных в 2017 г.

## Население
В 1999 году население села составляло 112 человек (62 мужчины и 50 женщин). По данным переписи 2009 года, в селе проживало 37 человек (21 мужчина и 16 женщин).